# بات ساميت
باتريشيا «بات» هيد ساميت (بالإنجليزية: Patricia Head Summitt) (وُلدت في 14 يونيو، 1952، كلاركسفيل، تينيسي - 28 يونيو 2016) هي المدربة السابقة لفريق كلية كرة السلة النسائية. وكانت المدربة الفخرية لـفريق متطوعي تينيسي لكرة السلة النسائية. كما تُعد المدربة الأكثر فوزًا بمباريات كرة السلة في تاريخ الرابطة الوطنية لرياضة الجامعات (إن سي إيه إيه) (NCAA) سواء على فرق الرجال أو السيدات وفي أي مستوى. في الفترة ما بين 1974 و2012، ظلت ساميت المدربة الرسمية لفريق متطوعي تينيسي لكرة السلة النسائية، وقادت الفريق إلى الفوز بثمان بطولات وطنية في الرابطة الوطنية لرياضيات الجامعات، كما تُعد ثاني شخصية تحقق رقمًا قياسيًا بحصولها على 10 ألقاب بعد مدرب فريق جامعة كاليفورنيا، لوس أنجلوس (يو سي إل إيه) (UCLA) جون وودن (John Wooden) تُعد ساميت المدربة الوحيدة في تاريخ الرابطة الوطنية لرياضة الجامعات، وواحدة ضمن ثلاثة مدربين جامعيين آخرين، ممن حققوا 1000 فوزٍ. في أبريل عام 2000، حصلت على لقب مدرب القرن لكرة السلة نايسميث في عام 2009، حازت على المركز الحادي عشر في قائمة مجلة سبورتنج نيوز (Sporting News) لأعظم 50 مدربًا في جميع الألعاب الرياضية على مر التاريخ؛ وكانت السيدة الوحيدة على القائمة. خلال حياتها المهنية التي وصلت لثمانية وثلاثين عامًا كمدربة، لم تخسر ساميت موسمًا قط. في 20 أبريل 2012، أعلن البيت الأبيض عن تسلمها وسام الحرية الرئاسي من قبل الرئيس باراك أوباما. كما حصلت على جائزة آرثر آش للشجاعة (Arthur Ashe Courage Award) في جوائز التميز في الأداء السنوي لعام 2012 (ESPY Awards).
ألفت ساميت كتابين: الأول بعنوان ريتش فور ساميت (Reach for the Summitt)؛ وهو عبارة عن جزآن؛ أحدهما تحفيزي والآخر سيرة ذاتية، والكتاب الثاني بعنوان رفع الحد (Raise the Roof) تتحدث فيه عن فريق متطوعات تينيسي لكرة السلة النسائية وفوزهن في بطولة الرابطة الوطنية لرياضة الجامعات لعام 1997-98.

## وصلات خارجية
- بات ساميت على موقع الاتحاد الدولي لكرة السلة (الإنجليزية)
- بات ساميت على موقع بروبوليرز (الإنجليزية)
- بات ساميت على موقع قاعة مشاهير كرة السلة للسيدات (الإنجليزية)
- بات ساميت على موقع كلية كرة السلة في سبورتس رفرنس.كوم (الإنجليزية)
- بات ساميت على موقع سبورتس رفرنس (الإنجليزية)
- بات ساميت على موقع أوليمبيديا (الإنجليزية)
- بات ساميت على موقع قاعة تينيسي للمشاهير الرياضية (الإنجليزية)

- Selected coverage of Pat Head Summitt , Knoxville News Sentinel
- coachsummitt.com
- Summitt biography
- "Eyes of the Storm" - a 1998 Sports Illustrated feature article about Summitt by Gary Smith